# Жіль Леруа
Жіль Леруа (фр. Gilles Leroy, нар. 28 грудня 1958, Баньє) — французький письменник і драматург, лауреат Гонкурівської премії (2007) за роман «Пісня Алабами».

## Біографія
Жіль Леруа народився 28 грудня 1958 року в Баньє (О-де-Сен), Франція. У 1975 році здобув ступінь бакалавра, а в 1979 році — ступінь магістра сучасної літератури. У кількох своїх книгах («Російський коханець», «Майстри світу», «Громадські сади» і ін.) він представив велику частину своєї біографії і, на думку критиків, досліджував проблеми у власному минулому, щоб краще зрозуміти свій життєвий шлях.
Роман Жіля Леруа «Тайнопис» (2005) було номінованона одну з найпрестижніших літературних нагород Франції — премію Медичі.
5 листопада 2007 за роман «Пісня Алабами» Жіль Леруа був удостоєний Гонкурівської премії.

## Твори
- 1987 — «Хабібі»
- 1990 — «Мама мертва»
- 1992 — «Мадам X»
- 1994 — «Громадські сади»
- 1998 — «Ігрові автомати»
- 2000 — «Чорне сонце»
- 2002 — «Русский коханець»
- 2004 — «Дорослішання»
- 2007 — «Пісня Алабами»
- 2010 — «Золя Джексон»
- 2012 — «Спати з тими, кого ми любимо»
- 2013 — «Ніна Сімон»
- 2014 — «Світ за романом Біллі Боя»
- 2017 — «В вестернах»
- 2019 — «Диявол забирає бунтівного сина»

## Українські переклади
- Пісня Алабами [Архівовано 14 серпня 2017 у Wayback Machine.]